# Гиффин, Дэвид
Дэвид Гиффин (англ. David Giffin, родился 6 ноября 1973) — австралийский регбист, игравший на позиции лока. Чемпион Супер 12 2001 года в составе клуба «Брамбиз», чемпион мира 1999 года в составе сборной Австралии. Известен благодаря отличному участию в розыгрыше регбийных коридоров.

## Биография
Уроженец Квинсленда. Окончил лютеранский колледж Искупителя в Брисбене, выступал за регбийную команду колледжа. Выступал на любительском уровне за «Саннибенкс». Начинал карьеру в «Квинсленд Редз», но большую часть карьеры провёл за «Брамбиз»: с 1996 по 2004 годы. В 2001 году Гиффин в финале Супер 12 принёс своей команде победу над «Шаркс» со счётом 36:6, занеся победную попытку и получив ключи от города Канберра. Карьеру завершил в 2004 году. За сборную Австралии он сыграл 50 тест-матчей. Был в заявке сборной, ставшей в 1999 году чемпионами мира, а также в «серебряном» составе австралийской команды 2003 года.